# Ganganakoppa, Hosanagara
Ganganakoppa là một làng thuộc tehsil Hosanagara, huyện Shimoga, bang Karnataka, Ấn Độ.